# ان-متیل‌هیدروکسیل‌آمین
N-متیل‌هیدروکسیل‌آمین یا به‌طور ساده متیل‌هیدروکسیل‌آمین یک ترکیب آلی با فرمول
CH5NO است.
N-متیل‌هیدروکسیل‌آمین یک ایزومر متوکسی آمین و متانول‌آمین است که در واکنش گرماده (-63 kJ / mol) به متان و نیتروکسیل تجزیه می‌شود مگر اینکه به عنوان نمک هیدروکلراید ذخیره شود.